# N.C. Condrup
Niels Christensen Condrup (født 7. marts 1811 i Katrup ved Randers, død 22. maj 1861) var en dansk gårdfæster og politiker.
Condrup var søn af Christen Nielsen Klit som i 1812 flyttede til Vester Kondrup. Han blev uddannet lærer på Lyngby Seminarium i Lyngby på Djursland 1830-1832 og var lærer ved Romalt biskole 1832-1836 og hjælpelærer i Rud ved Randers 1836-1839. Han fæstede en gård i Stobdrup i Rud Sogn i 1839, og han forpagtede også landbruget på Voldum Præstegård fra 1856.
Condrup var skolepatron (tilsynsførende og skolens administrative leder) fra 1839-1846. Han var formand for sogneforstanderskabet 1842-1846 og fra 1849.
Han var medlem af Folketinget valgt i Randers Amts 3. valgkreds (Hørningkredsen) fra 26. februar 1853 til 19. april 1856 hvor han nedlagde sit mandat. Han havde tidligere også stillet op til Den Grundlovgivende Rigsforsamling og folketingsvalgene i 1849 og 1852 uden at blive valgt, men i 1852 tabte han med kun én stemmes forskel til herredsfoged Hack Kampmann. Han stillede også forgæves op til landstingsvalg i 9. landstingskreds to gange.
Condrup var folketingsvalgt medlem af Rigsrådet fra 1856 til sin død i 1861.